# Frôlois
 Frôlois  là một xã ở tỉnh Côte-d’Or trong vùng Bourgogne-Franche-Comté, phía đông nước Pháp. Xã Frôlois nằm ở khu vực có độ cao trung bình 400 mét trên mực nước biển.